# Czosnek wężowy
Czosnek wężowy (Allium scorodoprasum L.) – gatunek byliny należący do rodziny amarylkowatych. Występuje w Turcji oraz północnej, środkowej, wschodniej i południowej Europie. Na niektórych obszarach uprawiany i zadomowiony. W Polsce występuje głównie na nizinach.

## Morfologia

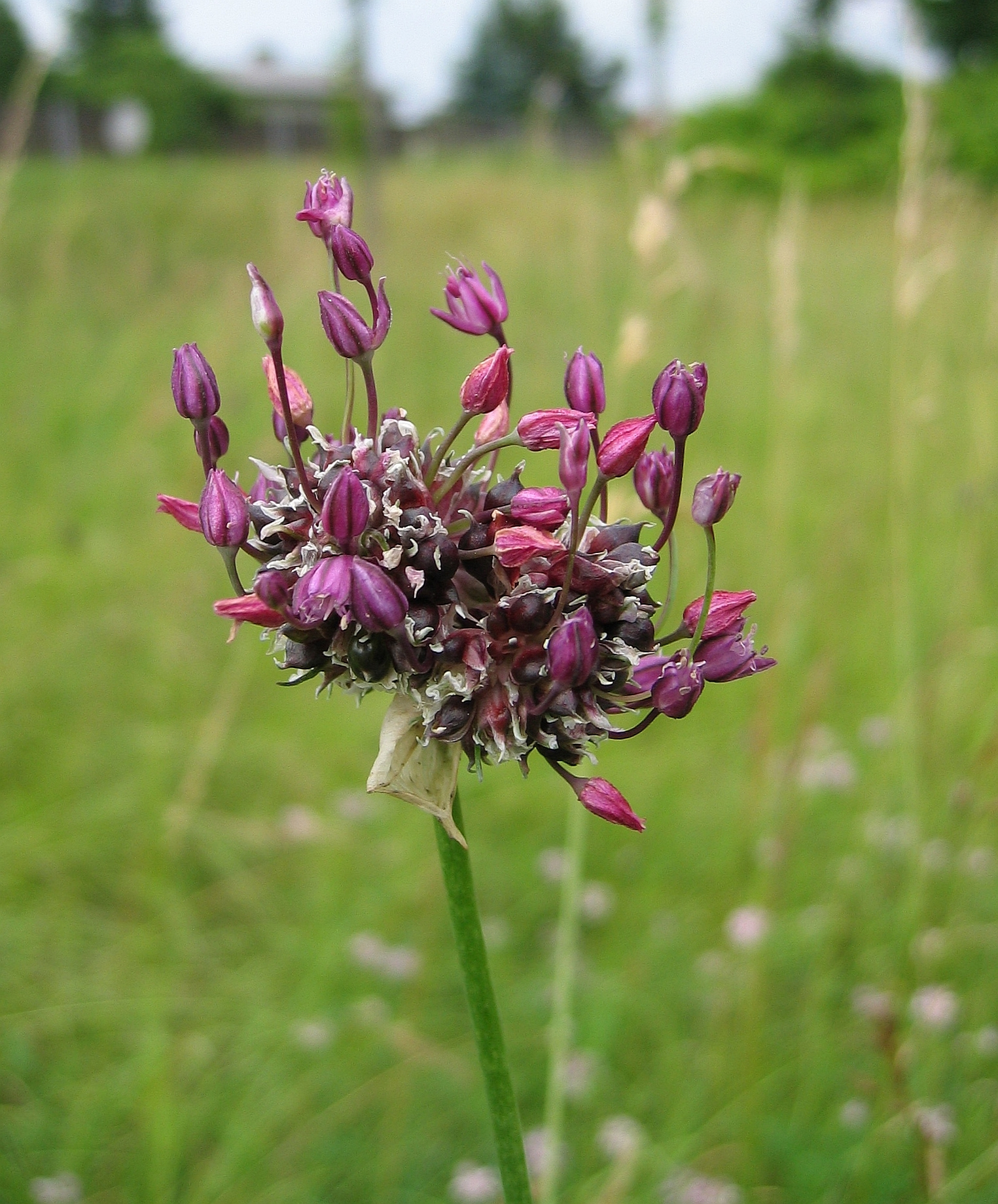
Kwiatostan

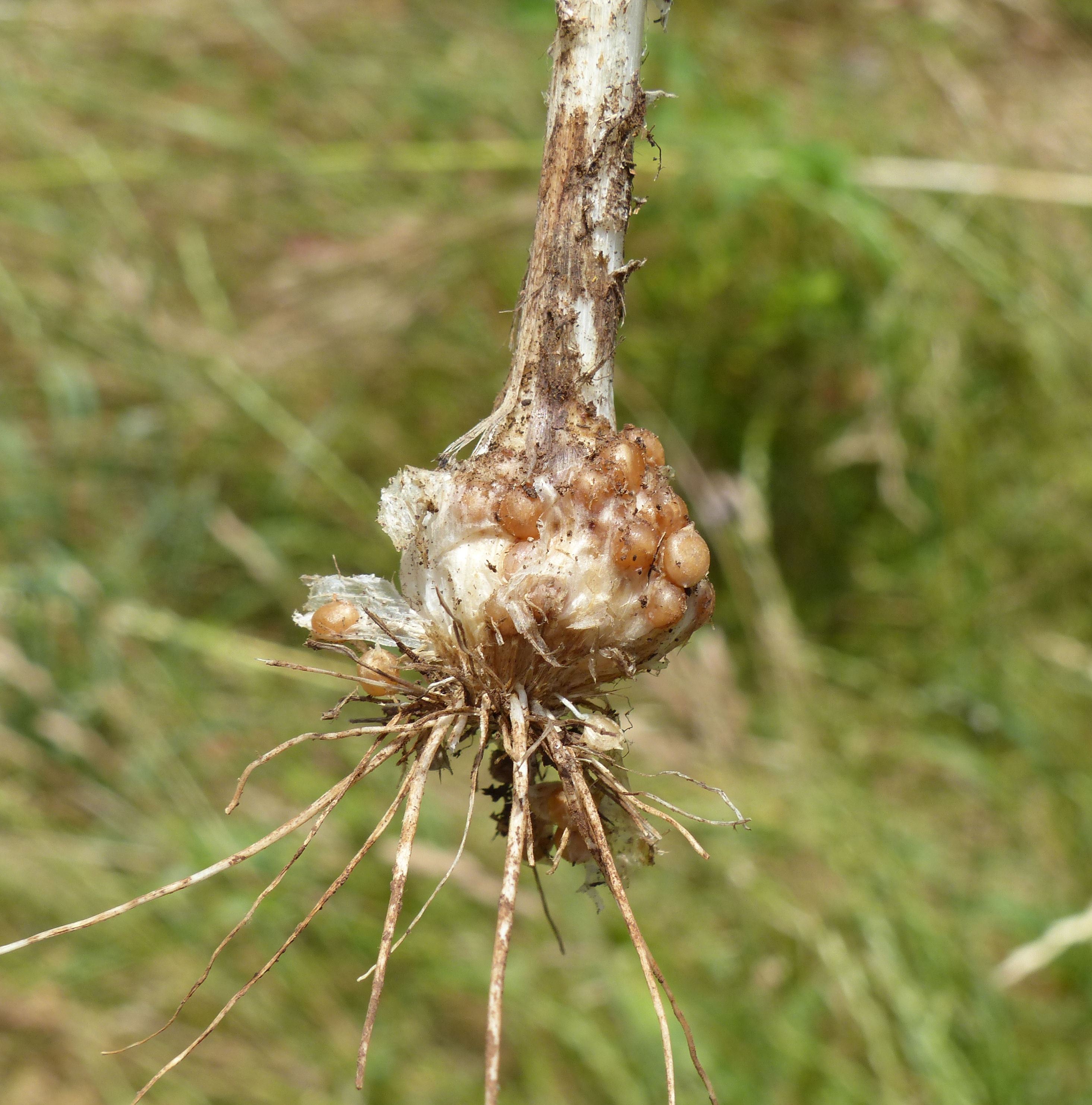
Cebula z bocznymi cebulkami

CebulaKulista lub jajowata, okryta czarniawymi błonami, z bocznymi cebulkami.
ŁodygaGłąbik do 1 m wysokości.
LiściePłaskie, równowąskie, szerokości 5-15 mm, szorstkie na brzegu.
KwiatyCiemnopurpurowe, zebrane w kulisty, gęsty baldach z dwiema okrywami od niego krótszymi i licznymi fioletowoczarnymi cebulkami. Nitki pręcików wewnętrznych z ząbkami.

## Biologia i ekologia
Bylina, geofit. Kwitnie w czerwcu i lipcu. Liczba chromosomów 2n = 16, 32.

## Zagrożenia
Gatunek umieszczony na Czerwonej liście roślin i grzybów Polski (2006, 2016) oraz w Polskiej czerwonej księdze roślin (2014) i na obszarze Polski uznany za narażony (kategoria zagrożenia VU).